# Front Nacional Islàmic de l'Afganistan
El Front Nacional Islàmic de l'Afganistan (persa: محاذ ملی اسلامی افغانستان), també conegut com a NIFA, per les seves sigles en anglès, és un partit polític a l'Afganistan. Ha estat dirigit, des de la seva fundació, per membres d'una prominent família sufí, els Gailani. És principalment (però no exclusivament) un partit paixtu. Els seguidors de l'home sant sufí Pir Sayed Ahmed Gailani tenen una reputació de pensament moderat i dels tradicionals corrents místics i introspectives religioses que caracteritzen al sufisme en aquesta secta.

## Història

### Formació i paper en la guerra soviètica a l'Afganistan
El partit es va formar en 1979 en Peshawar (el Pakistan), on Gailani havia fugit després de l'ascens al poder dels comunistes del PDPA a l'Afganistan. El partit era en gran part moderat i monàrquic, amb vincles amb l'antiga família reial.
Aquest partit era membre dels Set de Peshawar, i va ser utilitzat pel ISI pakistanès per a distribuir armes finançades per la CIA als mujahidins que lluitaven contra l'ocupació soviètica. el NIFA tenia la postura més liberal i secular de tots els partits de Peshawar, i va donar suport al retorn del Rei Zahir Shah de l'exili. Representant els interessos de l'establiment paixtu d'abans de la guerra, va rebutjar tant el comunisme com l'islamisme, a favor del «nacionalisme i la democràcia». La línia del partit va emfatitzar la llibertat dels individus, la premsa i les organitzacions, mentre que advocava per la separació de poders del govern.
El NIFA va continuar sent el partit més popular entre els refugiats afganesos que vivien al Pakistan. Una enquesta duta a terme en 1987 va revelar que 456 refugiats d'una mostra de 2.000 feien costat a el NIFA, que era la puntuació més alta de qualsevol dels partits mujahidins. Per contra, les autoritats pakistaneses, jutjant al grup com ineficient, van assignar a NIFA només el 10-11 per cent de les armes adquirides per la CIA, amb una part molt major destinada als grups islamistes, en particular el Hezb-e Islami Gulbuddin de Hekmatyar.

### Després de la retirada soviètica
Durant els anys 90 va ser un partit menor dins de l'Aliança del Nord.
Gailani va donar suport a la candidatura de Karzai en les eleccions presidencials de 2004.
Al novembre de 2009 Lal Mohammad, un important dirigent del partit va ser assassinat per homes armats muntats en una moto.